# Ганс Остер
Ганс Пауль О́стер (нім. Hans Paul Oster; 9 серпня 1887, Дрезден — 9 квітня 1945, Флоссенбюрґ) — німецький військовий діяч, генерал-майор Вермахту (1942), провідна постать німецького опору нацизму (1938-1943). Учасник змови Остера у вересні 1938 року та змови 20 липня в 1944.

## Біографія
Ганс Остер народився у Дрездені в сім'ї євангельського пастора. Після здобуття середньої освіти у 1907 році вступив на військову службу в артилерії. Брав участь у Першій світовій війні на Західному фронті як офіцер Генерального штабу, і навіть після закінчення війни продовжував служити в рейхсвері. Закінчив курси офіцерів Генерального штабу. У 1929 році отримав звання майора, однак у 1932 через факт порушення кодексу честі офіцера був змушений піти у відставку. У травні 1933 влаштувався на роботу у дослідницьке управління військової авіації, а з жовтня цього ж року був громадянським службовцем у відділі розвідки військового міністерства (абвері). 
Як і багато офіцерів, Остер спочатку вітав нацистський режим. Проте його думка змінилася після Ночі довгих ножів у 1934 році, коли нацисти вбили зокрема його колишнього начальника генерала Курта фон Шляйхера.
У 1935 році новим головою абверу став адмірал Вільгельм Канаріс; він повернув Остера до армії та запросив його обійняти посаду начальника центрального відділу цієї служби, в обов'язки якого входило управління кадрами та фінансами (до того часу Ганс Остер служив начальником штабу та заступником інспектора управління військовою розвідкою під головуванням генерал-майора Курта фон Бредова). Паралельно йому було присвоєно звання підполковника. В цей час Остер став довіреною особою Канаріса.
Справа Бломберга — Фріча та Кришталева ніч обернули його антипатію на ненависть до нацизму та готовність допомогти порятунку євреїв. Під час кризи Фріча він познайомився з Людвігом Беком, встановлюючи зв'язки для змови Остера.
Посада Остера в Абвері була безцінною для змовників, адже давала доступ до потрібних матеріалів, можливість організуватись, маскувати операції опору як діяльність розвідки.
У 1938 Ганс Остер був одним з головних учасників військової змови проти Адольфа Гітлера — користуючись підтримкою Вільгельма Канаріса, він намагався схилити військовиків, зокрема Бека та Франца Гальдера, до організації перевороту під час «судетської кризи». Але змова зазнала невдачі через те, що Англія та Франція внаслідок проведення політики «умиротворення» дали згоду на передачу Судетської області Чехословаччини до складу Німеччини: це призвело до росту популярності фюрера в країні та зробило неможливим будь-який військовий заколот проти нацистського режиму, а також деморалізувало змовників.
У 1939 Ганс Остер отримав звання полковника, а у 1942 — генерал-майора.
Перед початком Другої світової війни зусилля з організації змови відновилися, проте багато офіцерів ненавиділи Польщу, хотіли повернути Данциг та інші території, а з початком війни не хотіли призвести до поразки Німеччини.
Під час війни Остер передавав за кордон інформацію про підготовку нападу Німеччини на Бельгію та Нідерланди. Він також сприяв прийому на службу в Абвері багатьох противників нацизму, включаючи пастора Дітріха Бонхеффера. Остер отримував інформацію стосовно запланованих переслідувань антинацистів та попереджував їх про це. Брав участь у підготовці замаху на Гітлера.
Протягом перших років війни постійно намагався організувати змову проти Гітлера і навіть схилив до цього багатьох співробітників абверу, проте так і не зміг розробити реальний план перевороту. У 1940-1942 роки Остер відновлював мережу опору, незважаючи на те, що військовики в цей час не думали про змову через успіхи та популярність Гітлера.
1941 року група Остера в Абвері налагодила контакт з групою опору Геннінга фон Трескова в групі армій «Центр», якій у 1943 році поставляв бомби для замаху. В 1942 залучив до змови Фрідріха Ольбріхта.
5 квітня 1943 Остера було позбавлено посади та звільнено з військової служби внаслідок звинувачення у незаконному переведенні валюти за кордон (в цей час гестапо розслідувало справу стосовно переведення євреїв до Швейцарії під виглядом агентів військової розвідки, при цьому емігранти отримували значні суми у валюті як компенсацію за майно, залишене у Німеччині). Він оселився у Дрездені, де перебував під контролем гестапо, що унеможливило продовження ним антинацистської діяльності.

## Арешт і загибель
Наступного дня після невдалого замаху на Гітлера 20 липня 1944 Остера було заарештовано. 4 квітня 1945 року було знайдено щоденники Канаріса. У люті від прочитання їх, Гітлер наказав стратити усіх поточних та попередніх змовників, серед них й Остера. 
8 квітня 1945 в результаті проведення прискореної карної судової процедури Остера було засуджено до смерті — разом з адміралом Вільгельмом Канарісом та пастором Дітріхом Бонхеффером. Того ж дня їх було повішено в концентраційному таборі Флоссенбург.
Фабіан фон Шлабрендорф, один з небагатьох високопосадовців-змовників, які пережили війну, описував Остера як «таку людину, якою Бог задумував людей; з ясним та спокійним розумом, незворушний у небезпеці».

## Родина
Генерал Ганс Остер був одружений з Гертрудою Кнооп, що походила з родини бременського текстильного промисловця. Мав трьох дітей, один з яких (син Ахім) був генерал-майором бундесверу.

## Звання
- Фанен-юнкер (18 березня 1907) — патент від 14 лютого 1907 року.
- Лейтенант (18 серпня 1908)
- Обер-лейтенант (25 вересня 1914)
- Гауптман (16 квітня 1918)
- Майор (1 березня 1929)
- Оберст-лейтенант (1 грудня 1935)
- Оберст (1 квітня 1939)
- Генерал-майор (16 листопада 1942) — патент від 1 грудня 1942 року.

## Нагороди
- Залізний хрест 2-го і 1-го класу
- Військовий орден Святого Генріха, лицарський хрест (1915)
- Орден Альберта (Саксонія), лицарський хрест 1-го класу з мечами і короною
- Почесний хрест ветерана війни з мечами
- Медаль «За вислугу років у Вермахті» 4-го, 3-го, 2-го і 1-го класу (25 років)
- Медаль «У пам'ять 1 жовтня 1938» із застібкою «Празький град»
- Застібка до Залізного хреста 2-го класу